# Mercury Messenger
Mercury Messenger是一個利用Java開發的即時通訊軟件。它包含Windows Live Messenger的所有功能,並支援Mac OS X及Linux。

## 額外功能
- Growl（英语：Growl (software)）支援(只在 Mac OS X)
- 標籤式聊天
- 聚合器
- 自定義狀態圖示
- 代理連接(開發中)
- 在同一時間連接兩個或多個帳戶
- 會話歷史
- Messenger Plus! Live颜色
- 扩展系统
- 多語言

## 外部連結
- Official Home Page （页面存档备份，存于）